# Biserica Ortodoxă Americană
Biserica Ortodoxă din America (OCA) este o biserică autocefală care are parohii în principal în Statele Unite și Canada (are și câteva parohii în Australia și în alte locuri). OCA a fost cunoscută inițial sub numele de Biserica Greco-Catolică Ortodoxă Rusă din America, sau mai familiar Mitropolia. Înainte de aceasta a fost eparhia Nord-Americană a Bisericii Rusiei. Autocefalia OCA nu este recunoscută de majoritatea bisericilor ortodoxe autocefale.
Întâistătătorul actual al OCA este Înaltpreasfințitul Tihon (Mollard), arhiepiscop al Washingtonului și mitropolit primat al Americii și Canadei.

## Istorie
Articol principal: Istoria OCA
OCA a luat naștere din activitatea misionară a Bisericii Rusiei în Alaska și în Insulele Aleutine, desfășurată de opt călugări ortodocși care au sosit în Alaska în 1794. Aceștia se înscriau în tradiția misionară veche de secole a Bisericii Ortodoxe Ruse, care a dus Ortodoxia printre mongoli prin călugării Hourg și Varsanufie, precum și prin Sfântul Cuvios
Ștefan din Perm (1340-96), care a călătorit în Kazan, dincolo de Munții Urali, până în pădurile Siberiei, pentru a duce ortodoxia păgânilor zirieni. Călugării ruși au propovăduit Ortodoxia încă și mai spre est, în cele din urmă stabilind o rețea de misiuni de-a lungul și de-a latul Siberiei și de-a lungul întregii coaste a Pacificului: în China (1686), Alaska (1794), Japonia (1861), și Coreea (1898). 
În timp ce Biserica din Alaska se dezvolta, imigranții populau restul Americii de Nord. În 1860 a fost fondată o parohie la San Francisco de către ruși, sârbi și greci. Au fost înființate parohii în întreg teritoriul Statelor Unite. La sfârșitul secolului al XIX-lea și începutul secolului XX, sediul Episcopiei Nord Americane a fost mutat la San Francisco și apoi la New York. În această perioadă au sosit valuri uriașe de imigranți din Europa Centrală, Răsăriteană și de Sud și din Orientul Mijlociu. Dar, indiferent de naționalitatea acestora, toți erau cuprinși într-o singură episcopie sau jurisdicție, aflată sub ascultarea Bisericii Ortodoxe Ruse.
În 1917, revoluția bolșevică a tăiat aproape complet legăturile dintre bisericile din America de Nord și Rusia. La începutul anilor 20, Patriarhul Tihon al Moscovei a cerut tuturor Bisericilor Ortodoxe ruse din afara țării să se guverneze autonom până când vor putea fi restabilite comunicațiile obișnuite. (El a murit în 1925 și a fost sanctificat de către Biserica Ortodoxă a Rusiei în 1989). La scurt timp după aceasta, un sinod al tuturor ierarhilor, preoților și delegaților parohiilor a decis că Biserica din America de Nord nu mai poate menține subordonarea administrativă față de Biserica Rusiei, în special deoarece Patriarhul Tihon fusese arestat. În plus, pierderea susținerii financiare a Imperiului destrămat a contribuit și ea la agravarea situației eparhiei.
În timpul acesta, unele parohii care fuseseră membre ale unei singure eparhii multietnice Nord-Americane s-au organizat în eparhii separate și s-au plasat sub tutela Bisericilor mamă, consolidând situația de pe teren a existenței unor jurisdicții nord-americane multiple, construite pe baze etnice și teritorial suprapuse. Cu toate că revoluția din Rusia a contribuit la accelerarea acestui proces, el era deja o realitate în 1917, sute de parohii ortodoxe din Statele Unite fiind formate fără nici o legătură cu prezența rusă, a cărei autoritate nu era unanim recunoscută.
Din acel moment și până la reluarea legăturilor cu Moscova în anii '60, Mitropolia a format de două ori o uniune cu Biserica Ortodoxă Rusă din afara Rusiei (vezi ROCOR și OCA), până la urmă despărțindu-se definitiv în 1946. În afară de acestea, episcopii Mitropoliei au încercat să creeze o Biserică autocefală cunoscută sub numele de Biserica Ortodoxă Catolică Americană, dar care s-a destrămat după șase ani.
La începutul anilor '60, Mitropolia (așa cum era ea cunoscută atunci) a reluat comunicarea cu Patriarhia Moscovei, și în 1970 a fost restabilită comuniunea deplină. În acea perioadă, Patriarhul Moscovei a acordat oficial autocefalia OCA (statutul de auto-administrare). Autocefalia OCA nu este recunoscută de toate Bisericile Ortodoxe autocefale, între care amintim Patriarhia Ecumenică. Bisericile care au recunoscut autocefalia acesteia sunt cu precădere cele din fostele țări comuniste (dintre care multe s-au aflat sub dominația Bisericii Ruse), incluzând aici Patriarhia Bulgariei, Patriarhia Georgiei, Biserica Ortodoxă a Poloniei, Biserica Ortodoxă a Cehiei și Slovaciei și bineînțeles, Patriarhia Moscovei. În opinia apologeților autocefaliei, este un fapt obișnuit ca recunoașterea autocefaliei să vină mai târziu; însă oponenții autocefaliei OCA afirmă că acordarea acesteia nu intră în prerogativele Patriarhiei Moscovei.

## OCA astăzi
În Statele Unite se găsesc doisprezece eparhii și 623 de parohii, misiuni și instituții (dintre care 456 sunt parohii). Eparhiile construite pe baze etnice acoperă și teritoriul Canadei, unde există și o arhiepiscopie nestructurată pe principiul etnic. În total există 91 de parohii canadiene. OCA are și un exarhat mexican cu nouă parohii și misiuni; există și cinci parohii în America de Sud. În plus, există două parohii în Australia sub jurisdicția canonică a OCA, una în Queensland și una în New South Wales.
Există trei eparhii constituite pe criterii etnice în OCA: cea albaneză (14 parohii), bulgară (19 parohii) și română (92 de parohii). Teritoriul acestor eparhii se suprapune peste celelalte eparhii ale OCA și au în grijă parohiile cu componență etnică amintite mai sus. Aceste eparhii s-au format prin aderarea jurisdicțiilor etnice mai mici la OCA la un moment dat în istoria lor, de obicei după separarea de Biserica mamă.
OCA mai cuprinde, de asemenea, 27 de comunități monastice, dintre care șase sunt direct sub autoritatea mitropolitană, sunt stavropighii. Cele mai mari astfel de mănăstiri sunt New Skete (Cambridge, New York) și Sfântul Tihon (South Canaan, Pennsylvania).
Există trei seminarii ale OCA: Seminarul Teologic Ortodox Sfântul Tihon (South Canaan, Pennsylvania) (fondat în 1937), Seminarul Teologic Ortodox Sfântul Vladimir (Crestwood, New York), (fondat în 1938) și Seminarul Teologic Ortodox Sfântul Gherman (Kodiak, Alaska), (fondat în 1973). Toate trei formează seminariști din jurisdicții ortodoxe multiple, inclusiv din afara Americii de Nord.
OCA este membră a Conferința Permanentă a Episcopilor Ortodocși Canonici din America (SCOBA).
Începând cu noiembrie 2005, când Protodiaconul Eric Wheeler, fostul trezorier al OCA, a înaintat o listă de acuzații, administrația OCA a făcut obiectul unor acuzații de proastă gestiune a finanțelor proprii. Investigații interne, audituri și alte acțiuni similare au fost de atunci realizate pentru a răspunde acestor acuzații. Între măsurile luate s-a numărat și concedierea și interogarea cancelarului OCA, fostul Protopresbiter Robert S. Kondratick. Site-ul OCA News, un site privat fără legătură cu administrația, a publicat rapoarte și editoriale referitor la acest scandal începând cu ianuarie 2006, inclusiv afirmații despre divizarea Sfântului Sinod. În august 2007, Eparhia de Midwest, care contribuia la bugetul OCA cu fonduri mai mari decât orice altă eparhie a OCA, și-a încetat contribuțiile la administrația centrală. 

### Creștere și număr de membri
Întru totul, estimările numărului de credincioși OCA variază între 28000  și merg până la 1 milion  sau chiar 2 milioane,  în funcție de rapoartele și de metoda de numărare folosite. Numărul de noi parohii fondate între 1990 și 2000 a mărit numărul total de parohii cu aproximativ 12 %, iar noii membri sunt împărțiți aproape în mod egal între emigranții de dată recentă, copiii membrilor existenți și convertiții la Ortodoxie. În ansamblu, în concordanță cu unul dintre rapoarte, numărul de membri ai OCA în cursul aceleiași decade nici nu a crescut, nici nu a scăzut, rămânând constant.   Cu toate acestea, conform unui alt raport, aceeași decadă a dus la scăderea cu 13% a numărului de membri. 
După spusele Părintelui Jonathan Ivanoff, care este membru în comitetul administrativ al Departamentului de Evanghelizare al OCA și al Comitetului director al Centrului Creștin Ortodox Misionar, numărul de membri OCA ai continentului american (fără Alaska, Canada, sau diocezele structurate etnic) "a scăzut cu 6-9 % în aproape 20 de ani". Membrii OCA înregistrați în 1994 erau 29775; în 2004 numărul lor scăzuse la 27169".  În ciuda acestor cifre sumbre, totuși, eparhiile OCA din vest și sud, precum și multe alte parohii din alte eparhii au înregistrat creșteri constante.

## Denumirea
După spusele PS Tihon (Fitzgerald) de San Francisco și Los Angeles, numele acestei jurisdicții este The Orthodox Church in America (Biserica Ortodoxă din America), iar prescurtarea sa ar trebui să fie TOCA.  Totuși, nu s-a făcut încă un anunț oficial din partea administrației centrale a Bisericii, iar numele și acronimul vechi (Orthodox Church in America și OCA) rămân cele mai folosite atât în interiorul jurisdicției cât și în afara ei.
În concordanță cu Tomosul Autocefaliei acordat de Biserica Ortodoxă a Rusiei, numele inițial al acestei părți a bisericii a fost inițial Biserica Ortodoxă Autocefală din America.  În conformitate cu statutul Bisericii Ortodoxe din America, adoptat de al Doilea Sinod al Tuturor Americanilor în octombrie 1971, formula folosită va fi The Orthodox Church in America la începutul propozițiilor  și the Orthodox Church in America în mijlocul propozițiilor,  ceea ce înseamnă că abrevierea lui "the" în nume nu este esențială.

## Episcopate

### Episcopi
- Înaltpreasfințitul Tihon Mollard, arhiepiscop de Washington și mitropolit al întregii Americi și Canada.
- Înaltpreasfințitul Dmitri Royster, arhiepiscop al Sudului, exarh al Mexicului.
- Înaltpreasfințitul Nathaniel Popp, arhiepiscop de Detroit și al Episcopiei Ortodoxe Române din America (separată de ierarhia subordonată Patriarhiei de București)
- Înaltpreasfințitul Job, arhiepiscop de Chicago și al Vestului Mijlociu.
- Înaltpreasfințitul Seraphim, arhiepiscop de Ottawa și al Canadei.
- Preasfințitul Nikolai, episcop de Sitka, Anchorage și al Alaskăi.
- Preasfințitul Nikon (Liolin), episcop de Boston, New England și al Arhiepiscopiei Albaneze.
- Preasfințitul Benjamin (Peterson), episcop de San Francisco și al Eparhiei de Vest.

### Episcopi vicari
- Preasfințitul Alejo (Pacheco-Vera), Episcop de Mexico City și Vicar al Mitropolitului Tihon (Mollard).

### Episcopi pensionați
- Înaltpreasfințitul Theodosius (Lazor), Arhiepiscop de Washington, Mitropolit al Întregii Americi și Canadei
- Înaltpreasfințitul Peter (L’Hullier), Arhiepiscop de New York și New Jersey
- Înaltpreasfințitul Gregory (Afonsky), Arhiepiscop de Sitka și Alaska
- Preasfințitul Mark (Forsberg) Episcop de Boston
- Preasfințitul Lazar (Puhalo) episcop de Ottawa și Canada
- Preasfințitul Tikhon (Fitzgerald), Episcop de San Francisco, Los Angeles și Vest
- Preasfințitul Varlaam Novakshonoff, Episcop de Vancouver

### Episcopi decedați
- Preasfințitul Kyrill (Yonchev), Arhiepiscop de Pittsburgh, Penssylvania de Vest și al Episcopatului Bulgar

## Lista întâistătătorilor și episcopilor din trecut
- Episcopul Joasaph (Bolotov)  Episcop de Kodiak și Vicar al Episcopiei de Irkutsk (1799)
- Episcop Innocent (Veniaminov) de Alaska
  - Episcop de Kamchatka, și Insulele Kurile și Aleutian (1840-50)
  - Arhiepiscop de Kamchatka, și Insulele Kurile și Aleutian (1850-68)
- Episcop Peter (Ekaterinovsky)  Episcop de Novoarkhangelsk (Sitka) Vicar al Episcopiei de Kamchatka (1859-66)
- Episcop Paul (Popov)  Episcop de Novoarkhangelsk (Sitka), Vicar al Episcopiei de Kamchatka  (1866-70)
- Episcop John (Mitropolsky)  Episcop al Aleutinelor și Alaskăi  (1870-77)
- Episcop Nestor (Zakkis)  Episcop al Aleutinelor și Alaskăi (1878-82)
- Episcop Vladimir (Sokolovsky-Avtonomov)  Episcop al Aleutinelor și Alaskăi   (1887-91)
- Episcop Nicholas (Adoratsky)  Episcop al Aleutinelor și Alaskăi  (1891)
- Episcop Nicholas (Ziorov)  Episcop al Aleutinelor și Alaskăi  (1891-98)
- Episcop Tihon Belavin
  -  Episcop al Aleutinelor și Alaskăi  (1898-1900)
  -  Episcop al Aleutinelor și Americii de Nord  (1900-05)
  - Arhiepiscop al Aleutinelor și Americii de Nord  (1905-07)
- Arhiepiscop Platon (Rozhdestvensky)  Arhiepiscop al Aleutinelor și Americii de Nord  (1907-14)
- Arhiepiscop de Evdokim (Meschersky)  Arhiepiscop al Aleutinelor și Americii de Nord  (1914-18)
- Arhiepiscop de Alexander (Nemolovsky)  Arhiepiscop al Aleutinelor și Americii de Nord (1919-22)
- Mitropolit Platon (Rozhdestvensky) Metropolitan of All America and Canada  (1922-34)
- Mitropolit Theophilus (Pashkovsky) Arhiepiscop de San Francisco, Mitropolit al Întregii Americi și al Canadei  (1934-50)
- Mitropolit Leonty (Turkevich)  Arhiepiscop de New York, Mitropolit al Întregii Americi și al Canadei  (1950-65)
- Mitropolit Ireney (Bekish)  Arhiepiscop de New York, Mitropolit al Întregii Americi și al Canadei  (1965-77)
- Arhiepiscop Sylvester (Haruns)  Arhiepiscop de Montreal și Canada, Guvernator temporar al Bisericii Ortodoxe din America  (1974-77)
- Mitropolit Theodosius (Lazor)
  -  Arhiepiscop de New York, Mitropolit al Întregii Americi și al Canadei (1977-80)
  -  Arhiepiscop de Washington, Mitropolit al Întregii Americi și al Canadei (1981-2002)
- Mitropolit Herman Swaiko⁠(en)[traduceți]
  -  Arhiepiscop de Washington, mitropolit al Întregii Americi și al Canadei (2002-2005)
  -  Arhiepiscop de Washington and New York, mitropolit al Întregii Americi și al Canadei (2005-2022)